# Golf de Lacònia
El golf de Laconia és el nom que porta el golf situat a la par sud-est del Peloponès, entre el Cap Matapan i el cap Malea o Maléas (perllongat per l'illa Citera). La punta central del Peloponès i occidental del golf, el Cap Matapan (antic Taenarum) és la punta més al sud de l'Europa continental, i la punta oriental del Peloponès i del golf és la segona. L'antic riu Eurotas desaigua al golf.